# Dendroica

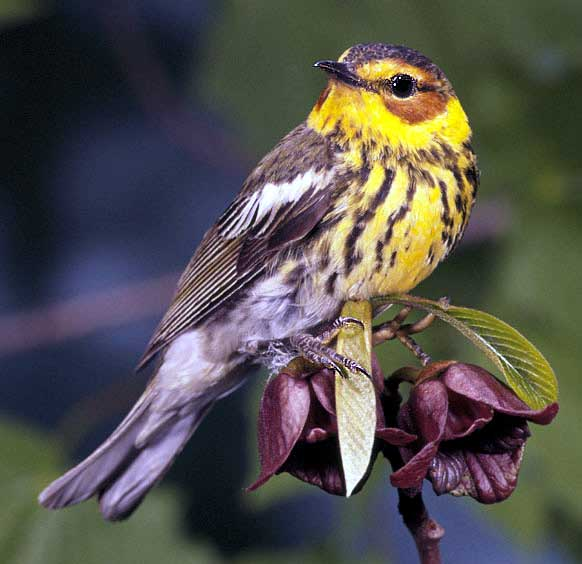
Paruline tigrée (anciennement Dendroica tigrina, aujourd'hui Setophaga tigrina)

Dendroica Gray, 1842, est un ancien genre de passereaux de la famille des Parulidae. La classification de référence (version 2.11, 2012) du Congrès ornithologique international suit les recommandations de Lovette et al. (2010), et ce genre est démantelé au profit du nouveau genre Setophaga.

## Liste des espèces
Avant la version 2.11 de la classification de la COI, le genre était constitué des espèces suivantes (par ordre alphabétique) :
- Dendroica adelaidae – Paruline d'Adélaïde
- Dendroica aestiva – (?)
- Dendroica angelae – Paruline d'Angela
- Dendroica auduboni – (?)
- Dendroica caerulescens – Paruline bleue
- Dendroica castanea – Paruline à poitrine baie
- Dendroica cerulea – Paruline azurée
- Dendroica chrysoparia – Paruline à dos noir
- Dendroica coronata – Paruline à croupion jaune
- Dendroica delicata – Paruline de Sainte-Lucie
- Dendroica discolor – Paruline des prés
- Dendroica dominica – Paruline à gorge jaune
- Dendroica flavescens – (?)
- Dendroica fusca – Paruline à gorge orangée
- Dendroica goldmani – (?) Paruline de Goldman
- Dendroica graciae – Paruline de Grace
- Dendroica kirtlandii – Paruline de Kirtland
- Dendroica magnolia – Paruline à tête cendrée
- Dendroica nigrescens – Paruline grise
- Dendroica nigrifrons – (?)
- Dendroica occidentalis – Paruline à tête jaune
- Dendroica palmarum – Paruline à couronne rousse
- Dendroica pensylvanica – Paruline à flancs marron
- Dendroica petechia – Paruline jaune
- Dendroica pharetra – Paruline de Jamaïque
- Dendroica pinus – Paruline des pins
- Dendroica pityophila – Paruline à calotte verte
- Dendroica plumbea – Paruline caféiette
- Dendroica striata – Paruline rayée
- Dendroica subita – Paruline de Barbuda
- Dendroica tigrina – Paruline tigrée
- Dendroica townsendi – Paruline de Townsend
- Dendroica virens – Paruline à gorge noire
- Dendroica vitellina – Paruline des Caïmans

## Répartition géographique

Dendroica coronata
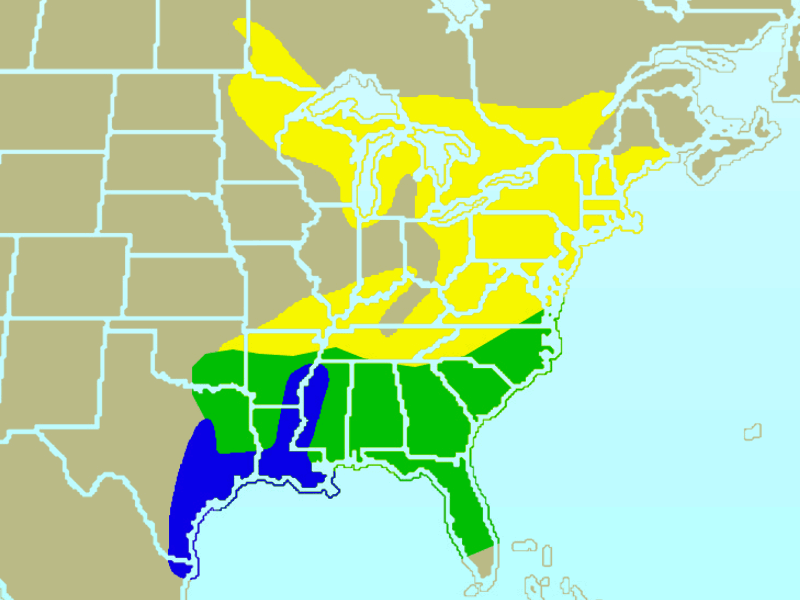
Dendroica pinus